# 라오디케이아 인 시리아

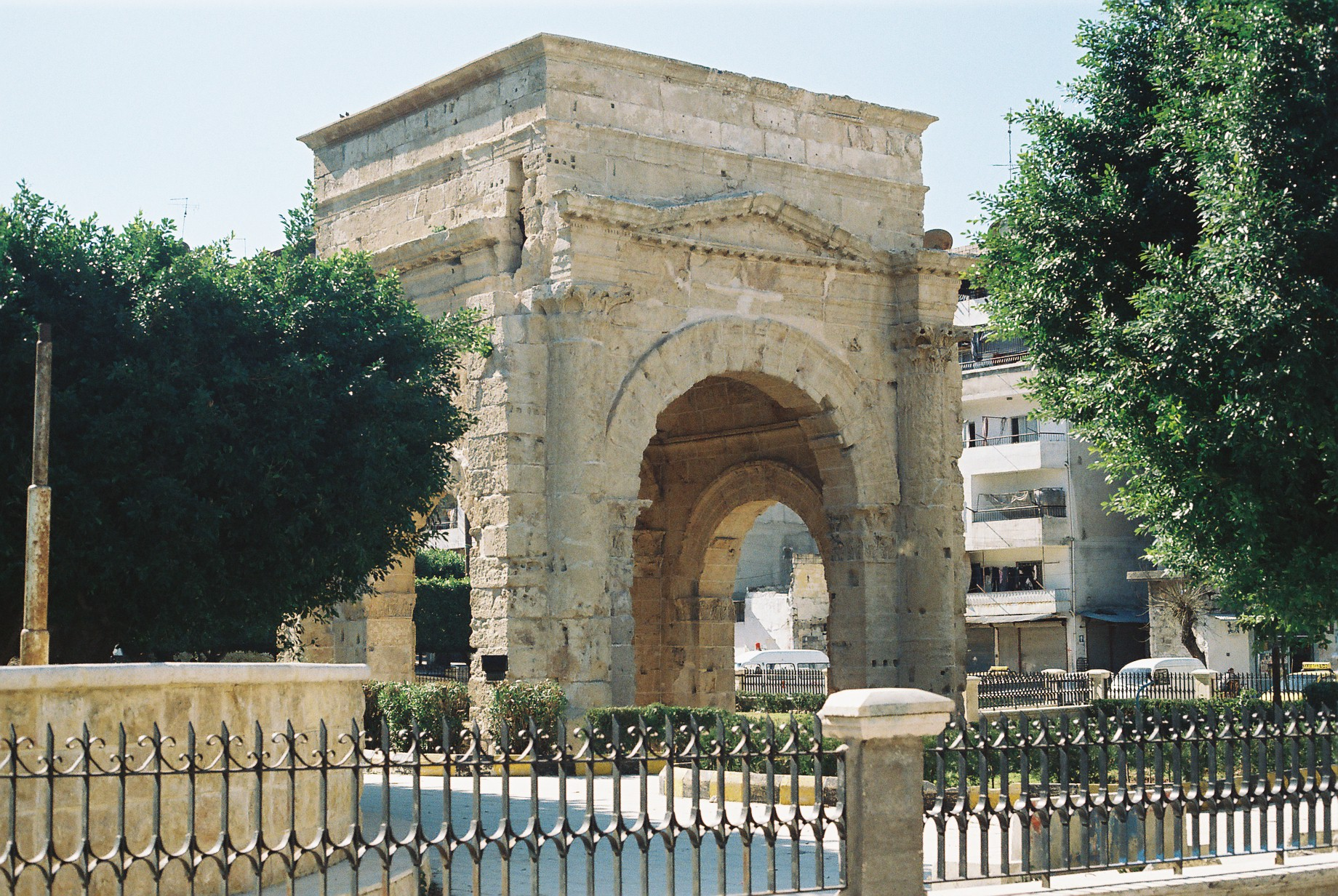
서기 193년에 셉티미우스 세베루스가 지은 라오디케이아의 ‘테트라포르티쿠스’

라오디케이아(고대 그리스어: Λαοδίκεια)는 고대 시리아 지역에 있는 항구 도시이자 로마 제국의 콜로니아이며, 오늘날 도시 라타키아 근처에 있었다. 라오디케이아 인 시리아(Laodicea in Syria) 혹은 라오디케이아 아드 마레(Laodicea ad mare)라고도 불린다. 셉티미우스 세베루스 재위 잠깐 동안에, 시리아 속주의 중심 도시가 되었고, 그 이후에 서기 528년부터 637년까지 동로마의 테오도리아스 테마 중심 도시가 되었다.

## 역사

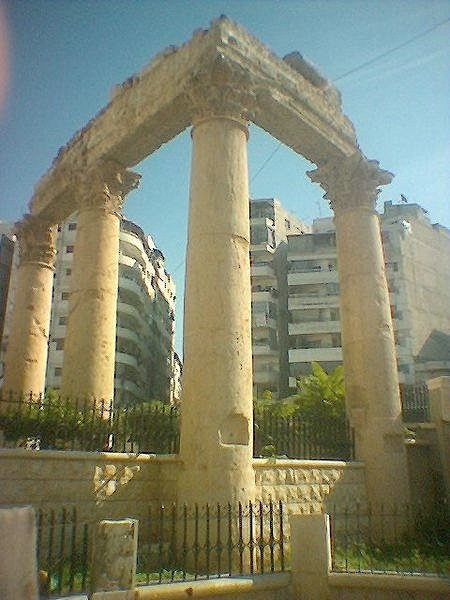
오늘날 라타키아의 바쿠스 신전

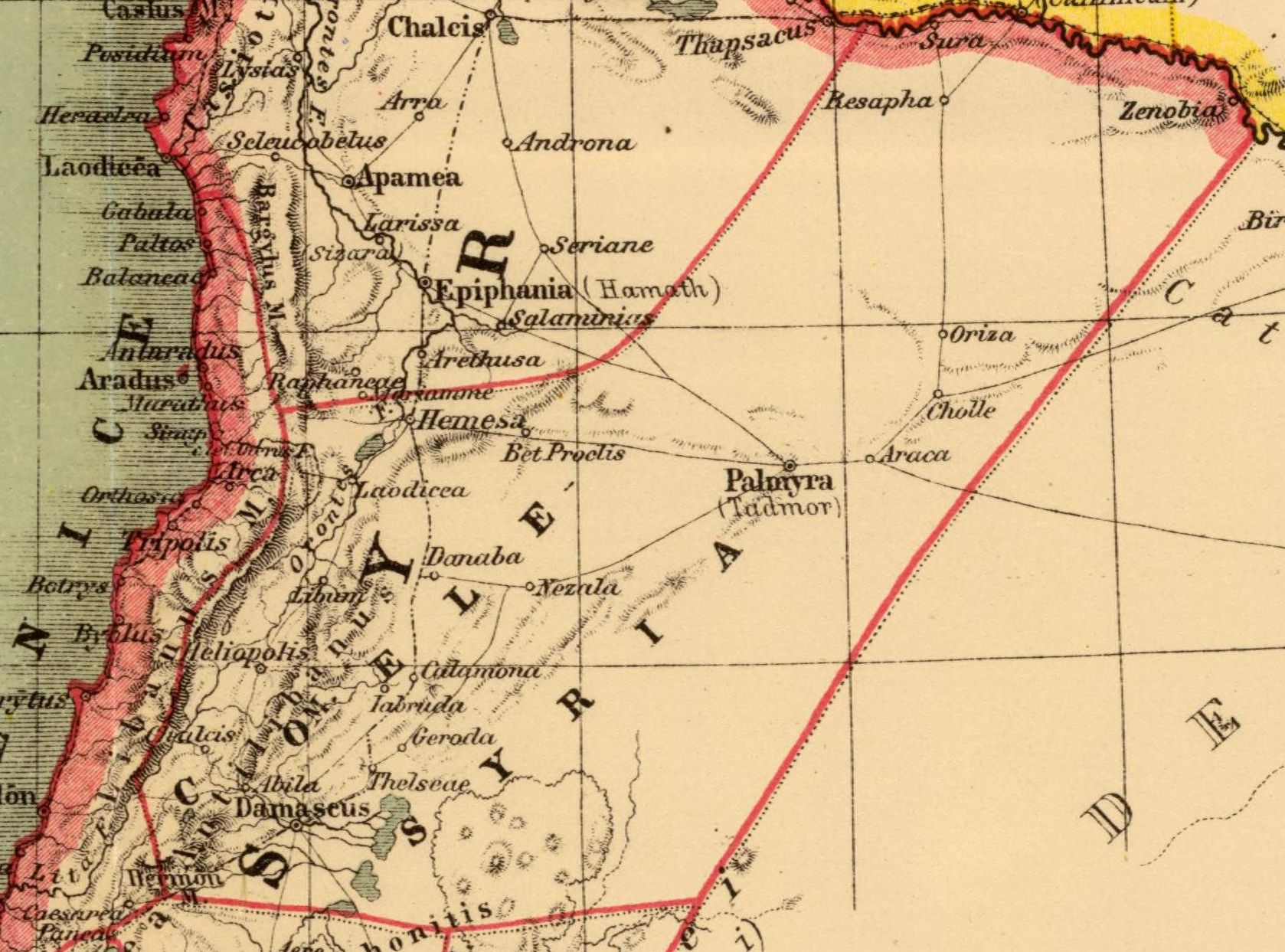
로마 시대 라오디케이아를 나타내는 지도

라미타라는 페니키아 도시가 그리스인들에게 ‘하얀 해안가’를 의미하는 ‘레우케 아크테’(Λευκὴ ἀκτή)라고 알려진, 오늘날의 항구 도시 라타키아가 있는 곳이 있었다. 라오디케이아는 셀레우코스 제국 통치 때인 기원전 4세기에 처음 세워졌을 때 도시의 이름을 얻었는데, 셀레우코스 1세 니카토르가 자신의 어머니 라오디케(그리스어: Λαοδίκεια ἡ Πάραλος)를 기리며 이곳의 이름을 지었다. 그 뒤에 이 도시는 서기 637년에 아랍인들에게 정복될 때까지 로마의 지배를 받았다.
로마의 폼페이우스는 기원전 64년에 아르메니아 왕 티그라네스 대왕에게서 시리아의 모든 다른 지역들과 함께 라오디케이아를 정복해냈고 그후에 율리우스 카이사르는 이곳을 "자유 도시"로 선포하였다. 시리아를 기원으로 하는 3세기의 로마의 왕조인 세베루스 왕조 기간에 셉티미우스 세베루스 황제는 서기 194년에 이 도시에 ‘메트로폴리스’라는 지위를 부여했고 이탈리아 법 (Ius Italicum, 면세권)을 허가하여, 후에 이곳은 ‘로마의 식민지’로 불렸다. 몇몇 로마의 상인들이 아우구스투스 시기 이곳으로 살기 위해 이주했으나, 항상 문화적으로 "그리스"의 영향을 받았다. 로마인들은 라오디케이아의 항구에 고대 레반트에서 가장 뛰어난 것 중 하나로 알려진 ‘파룸’을 만들었으며, 그 뒤에 아나톨리아 남부에서 베리투스와 다마스쿠스로 향하는 로마 도로를 건설하여, 라오디케이아의 항구를 통한 교역을 향상시켰다.
오늘날 도시 내에 콜로네이드, 개선문, 사르코파구스 등 부유했고 훌륭하게 지어진 도시의 얼마 안되는 흔적들이 존재한다 (스트라본. 16.2.9). 고대 작가들이나 그리스어 비문에 언급된 사원, 공중목욕탕, 원형극장, 경주장, 그리고 주화들에 새겨진 성문들 등 모두 사라졌다...이 도시는 바위 곶에 있으며...항구를 포함하여, 이곳의 넓은 대략 220 ha이다...로마 시대의 포르티코들과 접하고 있는 넓은 대로가 반도의 끝에서 안티오키아로 향하는 도로가 있는 문까지 도시를 가로 질러 남북으로 뻗어 있으며, 이 도로에 수직으로 주랑이 있는 거리 세 개가 동쪽에서 서쪽으로 뻗어 있다. 북쪽에는 북동쪽에 있는 높은 언덕의 성채로 향하는 입구가 자리 잡고 있다. 중앙에는 이 도시로 이어진 아파메이아 도로가 있는 동쪽 문에서 연결된다. 오늘날에 이 거리에는 거대한 수크가 들어서 있으며, 그곳에는 화강암으로 된 모놀리스 기둥 13개가 일직선으로 여전히 남아있다. 테트라필론이 북쪽과 남쪽을 가로지르는 도로와 이 대로의 교차점을 나타냈다. 남쪽 거리는 항구에서 시작하여 남동쪽에 있는 길고 가파른 언덕이 있는 동쪽 거리에서 끝나며, 이곳에는 테트라필론이라 잘못 알려진, 네 방향으로 된 개선문이 조망을 가렸다. 이 개선문은 네 개의 반구형 아치로 이뤄져 있으며, 각 면당 하나씩 석제 큐폴라를 떠받친다. 벽기둥에 쓰인 기둥들은 네 개의 석제 몰 (Mole)들의 모서리에서 지지대 역할을 한다. 멀지 않은 곳의 모스크 내부는 주두(柱頭)와 엔타블러처를 갖춘 코린트식 페리스타일이다. 사실상 라오디케이아의 극장에 대해서 남아 있는 것이 없으며, 이곳의 극장은 남동쪽을 향하여 지어졌고 카베아는 지름이 대략 100m였다.
Princeton: Laodicea ad mare

라오디케이아는 항구 인근의 구릉지에서 생산되어 제국의 곳곳으로 수출된 포도주 덕에 엄청난 경제적 번영을 누렸다. 직물 생산 때문에 유명하기도 하였다. 라오디케이아는 로마의 지배 초창기부터 주화를 찍어냈지만, 가장 유명한 것은 세베루스 시기의 것들이었다.

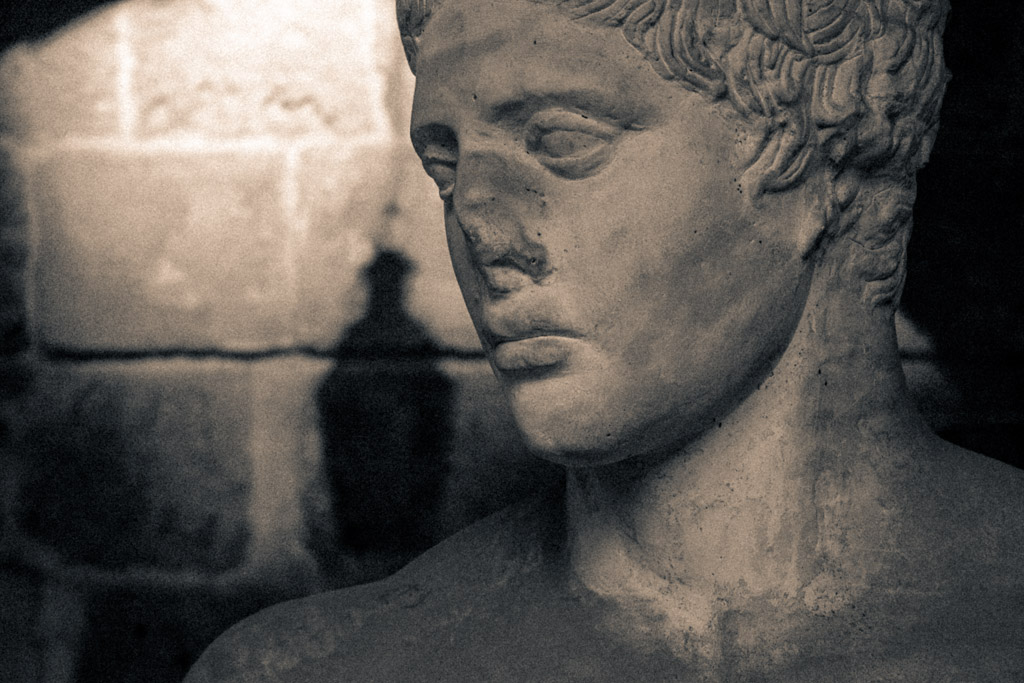
라타키아 국립 박물관의 고전 시기 조각상

상당한 유대인들이 1세기 동안 라오디케이아에서 살았다. 셉티미우스 세베루스 시기에 이 도시는 요새화되었고 몇 년간 시리아 속주의 주도였다. 이 시기에 라오디케이아는 거주 인구가 거의 40,000명 정도의 도시로 성장하였고 심지어는 경주장까지 두기도 했다.
콘스탄티누스 1세 이후 기독교가 이곳의 주 종교였고, 주로 비잔틴 시대의 세계 공의회에 참석한 많은 라오디케이아의 주교들이 있었다. 이단자 아폴리나리스는 4세기에 라오디케이아의 주교였고, 당시에 라오디케이아는 소수의 유대인들을 제외하면 완전히 기독교 도시였다.
494년에 일어난 지진에 도시가 피해를 입었고 그 뒤에 유스티니아누스 1세는 라오디케이아를 6세기 초에 비잔티움의 테오도리아스 테마 중심 도시로 삼았다. 라오디케이아는 아랍의 정복 때까지 한 세기 이상을 테오도리아스의 중심 도시로 있었다.

## 라오디케이아의 주교 목록
사도 바울로가 라오디케이아를 방문하여 이곳의 최초 기독교인들을 개종시켜냈다. 점차 라오디케이아의 주교들도 자신들의 입지를 키워나갔지만 그럼에도 언제나 안티오키아 총대주교 소속하에 있었다. 다음은 라오디케이아의 저명했던 주교들이다:
- 키레나이카의 루키오스 (1세기): 사도행전에 언급되었으며, 전승에 따르면 초대 라오디케이아 주교로 여겨진다.
- 텔리미드레스(Thelymidres, 활동 시기 250-251년): 데키우스 박해 시기 주교[5]
- 헬리오도로스 (Heliodorus): 트레보니아누스 갈루스 시기(251–253) 주교가 되었다[5]
- 소크라테스 (264년경 사망)[5]
- 에우세비오스 (268년경 사망): 이집트 알렉산드리아 출신[5]
- 아나톨리오스 (268년경 – 282/283년): 이집트 알렉산드리아 출신[5]
- 스테파노스: 디오클레티아누스 박해 시기 (303–313년) 기독교 신앙을 배교[5]
- 테오도토스 (303/313년 – 335년경): 아리우스파[5]
- 게오르기오스 (359년 사망): 아리우스파[5]
- 게오르기오스 이후 라오디케이아에는 두 대립 주교가 있었다:
  - 펠라기오스 (360–381/384년): 아리우스파[5]
  - 아폴리나리스 (360년경 – 392년경): 아폴리나리스 교단을 창립했다.[5]
- 엘피디오스: 394년경에 주교가 되었으며, 404년에 파직되었다가, 직위가 416년에 복구되었다[5]
- 마카리우스 (429-451년)
- 막시무스 (458년 무렵)
- 니키아 (Nicia)
- 콘스탄티노스 (510–518년)
- 스테파노스 (Stephanus, 553년)

## 참고 문헌
- Butcher, Kevin. Roman Syria and the Near East Getty Publications. Los Angeles, 2003 ISBN 0892367156 ()
- Ross Burns. Monuments of Syria: A Guide. Publisher I.B.Tauris. New York, 2009 ISBN 0857714899

## 같이 보기
- 베리투스
- 테오도리아스 테마
- 라오디케이아의 아폴리나리스
- 안티오키아